# Grupo multiplicativo de enteros módulo n
Se define un grupo multiplicativo de enteros módulo n, denotado {\displaystyle M_{n}}, como un conjunto finito de enteros positivos menores que n y coprimos con respecto a n.
En notación matemática se definiría:
{\displaystyle (x\in M_{n})\Leftrightarrow ((MCD(n,x)=1)\ \land \ (x<n)\ \land \ (x\in \mathbb {Z^{+}} ))}

## Propiedades
Se puede calcular fácilmente el cardinal de cualquier conjunto {\displaystyle M_{n}} usando la función indicatriz de Euler {\displaystyle \phi (n)=|M_{n}|}, de modo que conociendo una de las propiedades de {\displaystyle \phi (n)} se sabe que si n es primo {\displaystyle M_{n}} tendrá {\displaystyle n-1} elementos, dado que {\displaystyle \phi (n)=n-1} si n es primo.
Se define como un grupo abeliano, ya que cumple la propiedad asociativa, existe elemento neutro, para cada elemento existe un elemento simétrico y es conmutativo. La propiedad asociativa y conmutativa se verifican fácilmente al aplicarse la operación módulo y multiplicación sobre los elementos, ya que ambas son asociativas y conmutativas. El elemento neutro sería 1, el mismo que para la multiplicación. La existencia del simétrico está determinada por la característica de que los números que lo conformen sean coprimos a n, ya que se establece que si a y b son coprimos entre sí, entonces {\displaystyle \exists x((a*x)\ mod\ b=1\land x\in \mathbb {Z^{+}} )}.
Un ejemplo sería {\displaystyle M_{16}} formado por {\displaystyle \{1,3,5,7,9,11,13,15\}}, cuyo cardinal es {\displaystyle \phi (16)=8}
La tabla de Cayley de este grupo sería:
| X  | 1  | 3  | 5  | 7  | 9  | 11 | 13 | 15 |
| -- | -- | -- | -- | -- | -- | -- | -- | -- |
| 1  | 1  | 3  | 5  | 7  | 9  | 11 | 13 | 15 |
| 3  | 3  | 9  | 15 | 5  | 11 | 1  | 7  | 13 |
| 5  | 5  | 15 | 9  | 3  | 13 | 7  | 1  | 11 |
| 7  | 7  | 5  | 3  | 1  | 15 | 13 | 11 | 9  |
| 9  | 9  | 11 | 13 | 15 | 1  | 3  | 5  | 7  |
| 11 | 11 | 1  | 7  | 13 | 3  | 9  | 15 | 5  |
| 13 | 13 | 7  | 1  | 11 | 5  | 15 | 9  | 3  |
| 15 | 15 | 13 | 11 | 9  | 7  | 5  | 3  | 1  |

Se observa que se cumple la propiedad conmutativa (la tabla es simétrica), es asociativa (se puede demostrar con el test de asociatividad de Light), existe un elemento neutro (sería el uno, al no alterar las columnas y filas en sus respectiva fila y columna) y existe un simétrico (en todas las columnas y filas aparece el elemento neutro). Además, una de las propiedades de los grupos en las tablas de Cayley es que en cada fila y columna aparezca una única vez cada elemento, es decir, las filas y columnas son permutaciones de los elementos del grupo.
Las aplicaciones de este grupo son muy variadas, relacionadas principalmente con la teoría de números, la criptografía, la factorización de enteros, o los test de primalidad entre otras áreas de las matemáticas.

## Casos cíclicos
Algunos {\displaystyle M_{n}} son grupos cíclicos, se define un grupo cíclico como un grupo donde existe un elemento generador {\displaystyle X} que elevándolo a diferentes exponentes podemos obtener el resto de elementos del grupo. En el caso de {\displaystyle M_{n}} los grupos cíclicos son cuando {\displaystyle n=2,4,p^{k},2p^{k}} donde p es primo y diferente de 2 y k un entero positivo.